# ジラワット・マッカロム
ジラワット・マッカロム（泰: จิรวัฒน์ มัครมย์, 英: Jirawat Makarom, 1986年9月7日 - ）は、タイ王国出身の元同国代表サッカー選手。

## 来歴
2007年にタイ・ポートFCでキャリアをスタートさせる。2009年にチームでレギュラーの地位を確立させ、7ゴール中6ゴールをセットプレーから決め、フリーキックのスペシャリストとして評価された。この年のタイFAカップ決勝のマン・オブ・ザ・マッチに選ばれ、チームの最有望選手賞を受賞した。
2010年のタイリーグカップ決勝・ブリーラムPEA戦でゴールを決め、チームの優勝に貢献。2012年にブリーラム・ユナイテッドに移籍し、AFCチャンピオンズリーグ2012・柏レイソル戦で自身のチーム初ゴールを挙げた。

## 個人成績
（2014年4月23日時点）
| 年度 | クラブ                     | 大会                    | 出場 | 得点 |
| ---- | -------------------------- | ----------------------- | ---- | ---- |
| 2010 | シンタールアFC             | AFCカップ               | 9    | 2    |
| 2012 | ブリーラム・ユナイテッドFC | AFCチャンピオンズリーグ | 6    | 2    |
| 2013 | ブリーラム・ユナイテッドFC | AFCチャンピオンズリーグ | 10   | 0    |
| 2014 | ブリーラム・ユナイテッドFC | AFCチャンピオンズリーグ | 4    | 0    |
| 通算 | 通算                       | AFCチャンピオンズリーグ | 20   | 2    |
| 通算 | 通算                       | AFCカップ               | 9    | 2    |
| 通算 | 通算                       | 通算                    | 29   | 4    |